# Tyl
Tyl (ε Draconis / ε Dra / 63 Draconis / HD 188119) es una estrella en la constelación del Dragón de magnitud aparente +3,83. Otro nombre utilizado para designar a esta estrella es Kin Yu, que en chino significa «pez dorado».
Situada a 145 años luz de distancia del sistema solar, Tyl es una gigante amarilla de tipo espectral G8III con una temperatura de 4993 K.
Su radio es unas 10 veces más grande que el del Sol y su luminosidad es 67 veces mayor que la luminosidad solar.
Su metalicidad parece inferior a la del Sol; diversas fuentes dan un valor de la misma entre el 48% y el 66% de la metalicidad solar.
Al igual que otras estrellas gigantes, gira lentamente sobre sí misma, con una velocidad proyectada de rotación de 1,2 km/s. 
Con una masa comprendida entre 2 y 2,7 masas solares, tiene una edad estimada de 500 millones de años.
Tyl tiene una compañera de magnitud +7,1 situada a 3 segundos de arco. Su tipo espectral es K5. Las separación media entre las dos componentes del sistema es de unas 130 UA.